# Carlos Bulosan
Carlos Bulosan (Pangasinan, Filipine, 2 noiembrie, 1911(?) - 11 septembrie 1956, Seattle, Washington) a fost un romancier și poet filipinez.